# Dammarie-les-Lys
Dammarie-les-Lys – miejscowość i gmina we Francji, w regionie Île-de-France, w departamencie Sekwana i Marna. Przez miejscowość przepływa Sekwana.
Według danych na rok 1990 gminę zamieszkiwało 21 148 osób, a gęstość zaludnienia wynosiła 2067 osób/km² (wśród 1287 gmin regionu Île-de-France Dammarie-les-Lys plasuje się na 135. miejscu pod względem liczby ludności, natomiast pod względem powierzchni na miejscu 368.).

## Miasta partnerskie
- Tata